# Susana Ruiz Cerutti

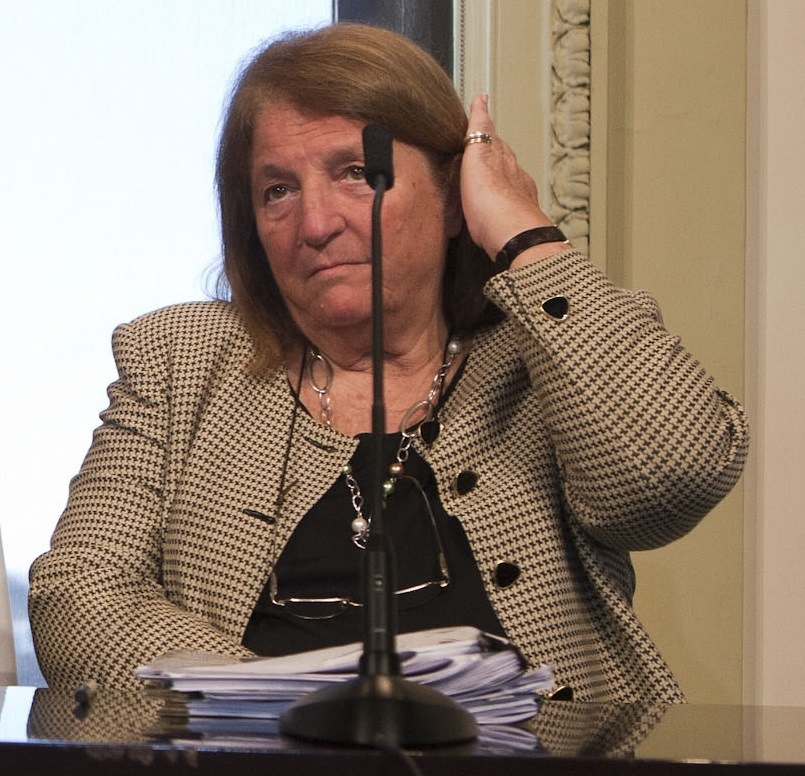
Susana Ruiz Cerutti

Susana Myrta Ruiz Cerutti (sinh ngày 18 tháng 11 năm 1940) là một luật sư một nhà ngoại giao và chính khách người Argentina. Bà giữ chức vụ Bộ trưởng Ngoại giao (canciller) trong suốt nhiệm kỳ của tổng thống của Raúl Alfonsín, điều này khiến bà trở thành người phụ nữ đầu tiên trong lịch sử của Argentina giữ chức vụ Bộ trưởng Bộ ngoại giao. Trước đây bà từng là phó bộ trưởng Bộ ngoại giao từ năm 1987 đến năm 1989 cho đến khi bà trở thành bộ trưởng ngoại giao và sau đó giữ chức vụ khác trong Bộ ngoại giao. Trong sự nghiệp ngoại giao của mình, bà cũng là đại sứ của Argentina tại Thụy Sĩ, Liechtenstein và Canada.

## Học vấn và sự nghiệp ban đầu
Sau khi tốt nghiệp khoa luật tại Đại học Buenos Aires (UBA), Ruiz Cerutti đã thực tập cho đến khi nhập học vào Học viện Ngoại giao Argentina (Instituto del Servicio Exterior de la Nacion). Ở đó bà tốt nghiệp với huy chương vàng và bằng danh dự vào năm 1968.

## Sự nghiệp ngoại giao
Trong khoảng từ năm 1972 đến 1985, Ruiz Cerutti đã lãnh đạo hoặc tham gia vào một số nhiệm vụ ngoại giao nhằm giải quyết tranh chấp Beagle Channel thông qua hòa giải giáo hoàng. Bà là đại diện thường trú của Argentina tại Liên Hợp Quốc và Tổ chức các quốc gia châu Mỹ (OAS), và đại diện cho Argentina trong các tổ chức khác. Bà cũng đứng đầu phái đoàn Argentina trong các cuộc đàm phán với Chile về các vấn đề biên giới xuất phát từ vụ việc Laguna del Desierto.